# Nagyhuta
Nagyhuta (slowakisch Veľká Huta) ist eine ungarische Gemeinde im Kreis Sátoraljaújhely im Komitat Borsod-Abaúj-Zemplén. Ungefähr ein Drittel der Bewohner gehört der slowakischen Volksgruppe an.

## Geografische Lage
Nagyhuta liegt in Nordungarn, 63,5 Kilometer nordöstlich des Komitatssitzes Miskolc und 12,5 Kilometer nordwestlich der Kreisstadt Sátoraljaújhely. Nachbargemeinden sind Kishuta und Kovácsvágás.
Die nächste Stadt Pálháza befindet sich 5 Kilometer nordöstlich. Auf dem Gemeindegebiet gibt es mehrere Quellen.

## Sehenswürdigkeiten
- Römisch-katholische Kirche Szent Anna
- Jagdschloss Károlyi (Károlyi vadászkastély), erbaut um 1900, im Ortsteil Kőkapu, heute als Hotel genutzt

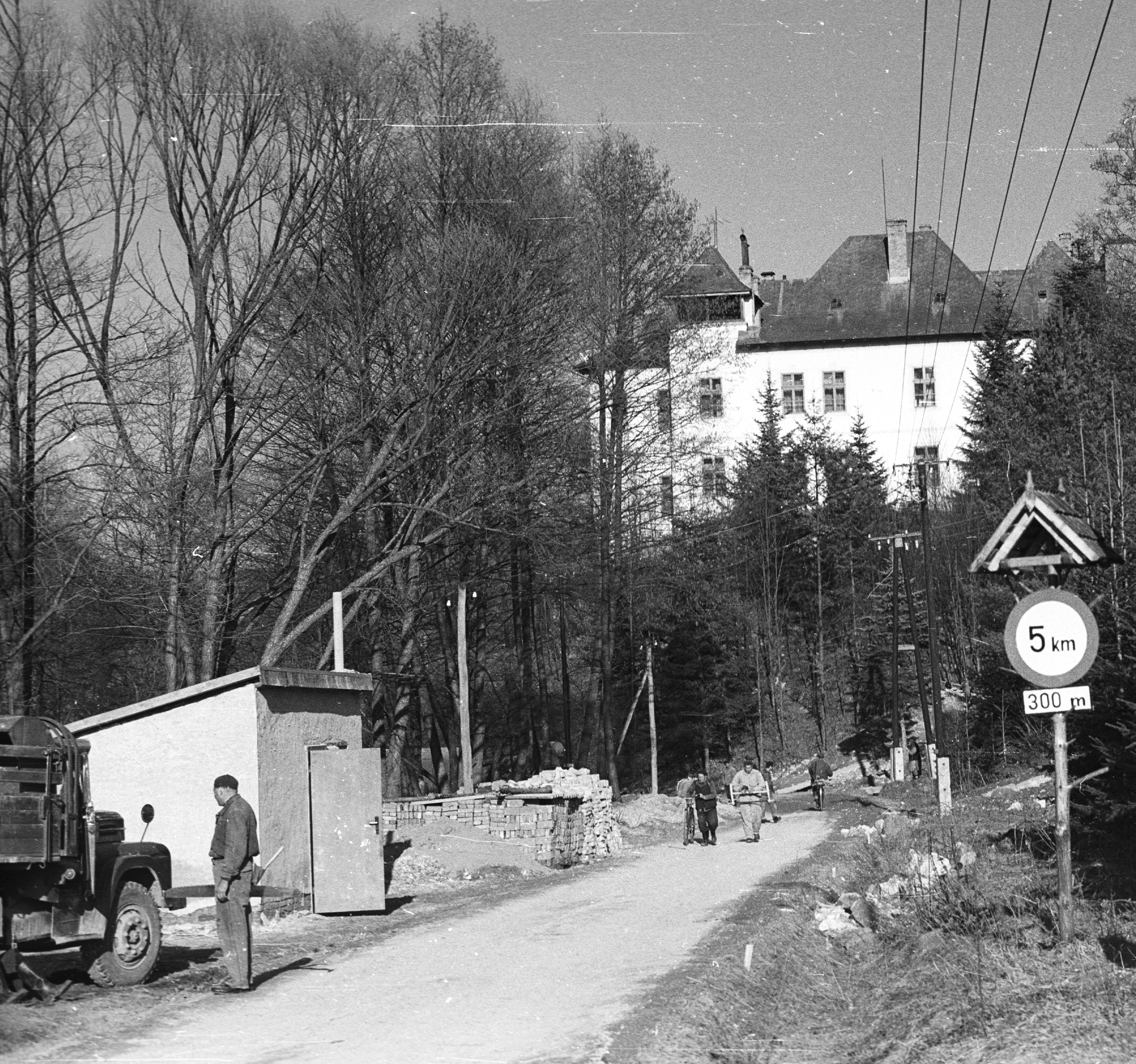
Blick auf Jagdschloss  Károlyi (1968)
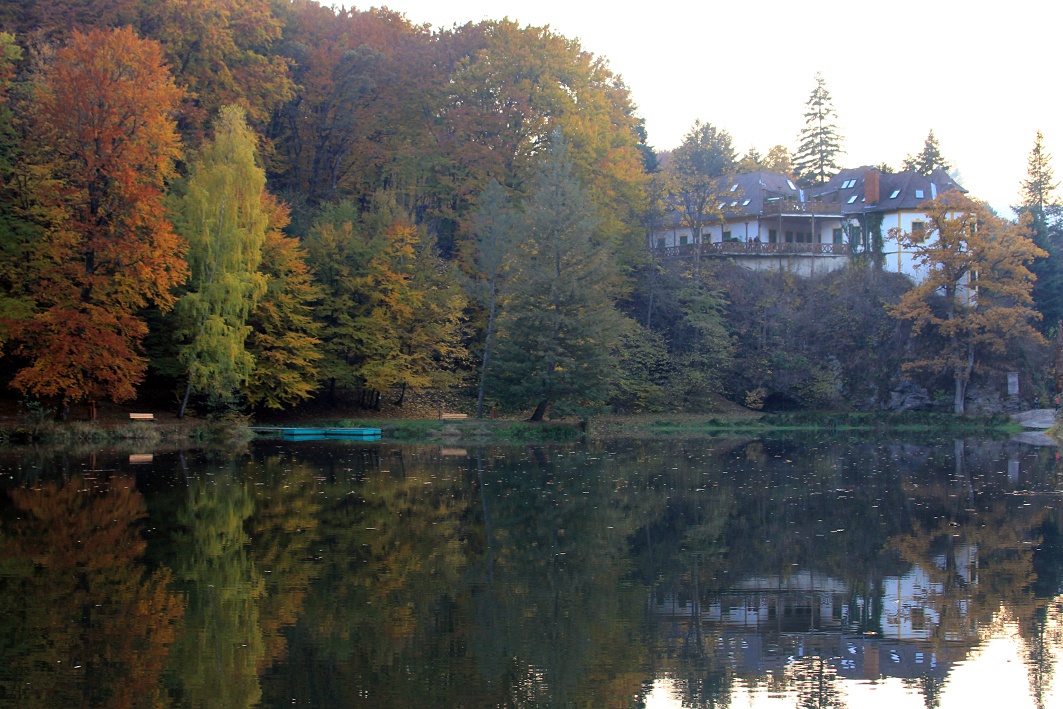
See (Áfonyás-tó) und Jagdschloss Károlyi
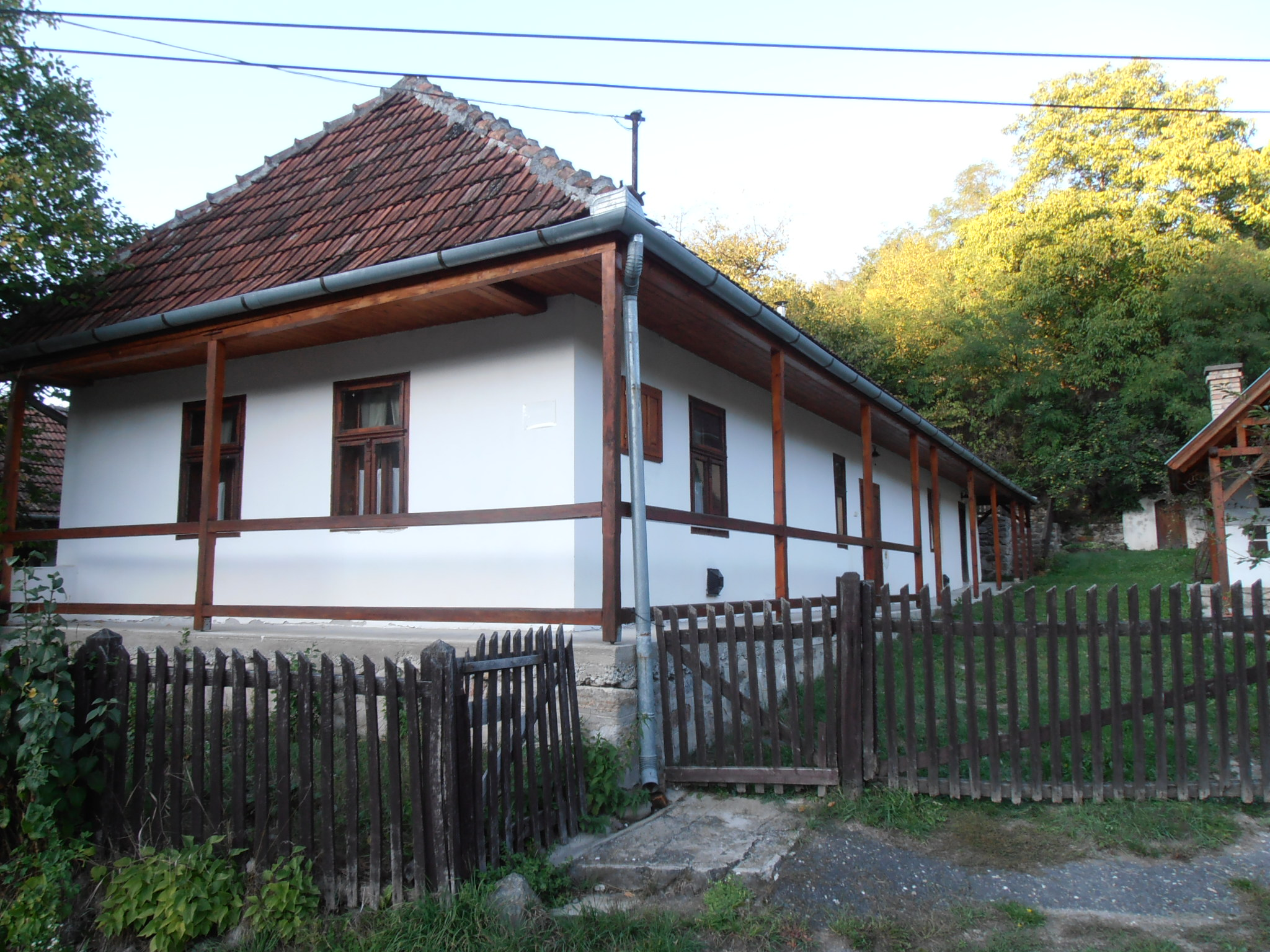
Traditionelles Wohnhaus
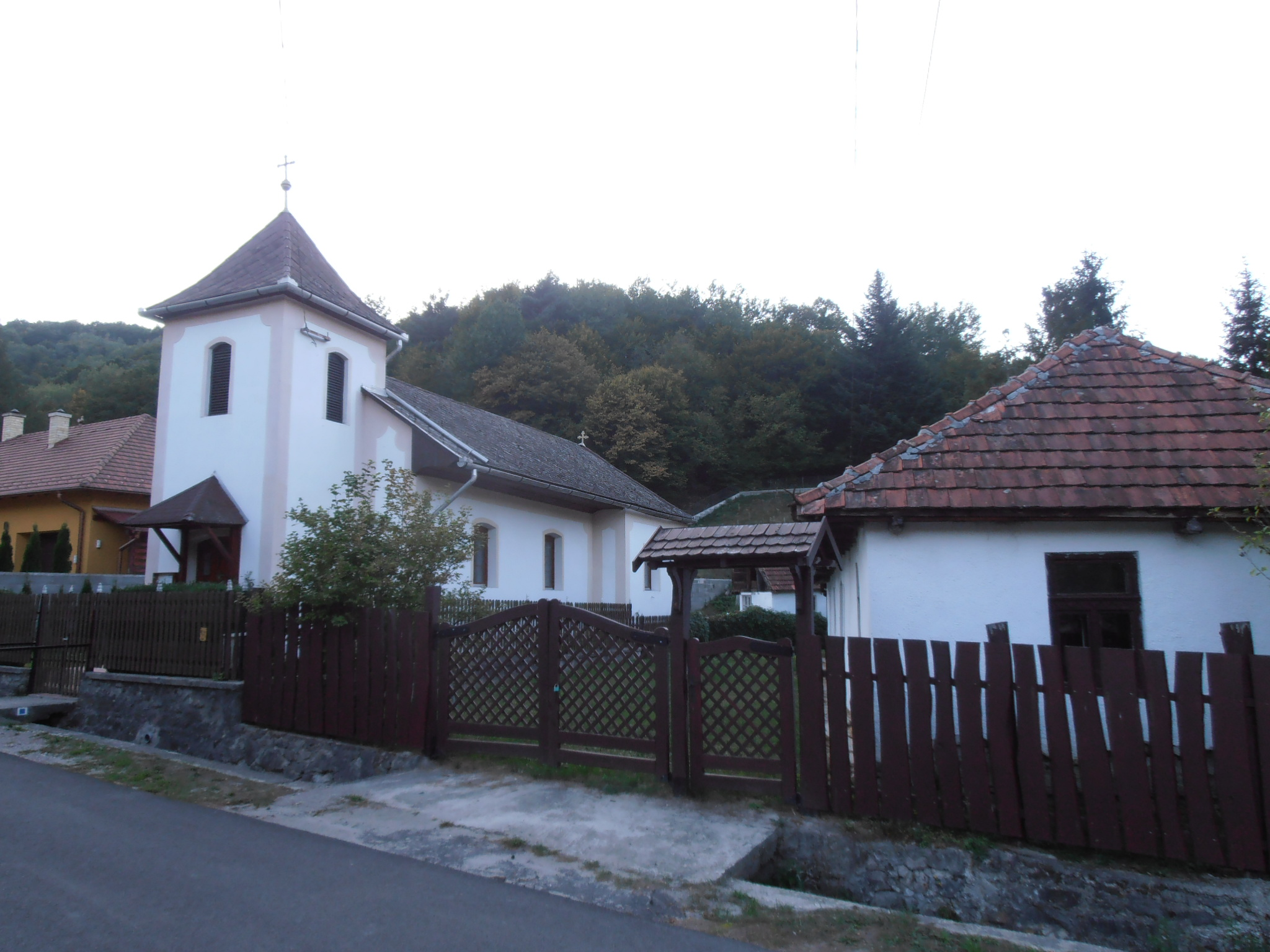
Römisch-katholische Kirche Szent Anna

## Verkehr
Der Ort ist nur über die Nebenstraße Nr. 37125 zu erreichen. Es bestehen Busverbindungen über Kishuta nach Pálháza. Der nächstgelegene Bahnhof befindet sich in Sátoraljaújhely.